# Shinji Maki
Shinji Maki (牧 伸二, Maki Shinji, 26 septembre 1934 - 29 avril 2013) est un comédien japonais, et joueur de ukulélé.

## Biographie
Maki est né à Meguro, Tokyo le 26 septembre 1934, de son vrai nom Moritsune Ōi (大井 守常, Ōi Moritsune). Son apparition dans le spectacle de vaudeville Shiroto Yose mettant en vedette les artistes amateurs établit sa carrière comme comédien indépendant. Shuichi Makino, son entraîneur, lui donna son nom de scène.

## Carrière
En 1960, Maki est devenu l'hôte du programme de radio Ukelele Weekly Report (ウクレレ週刊誌) sur le réseau culturel japonais. En 1963, il anime l'émission de télévision vaudeville Taisho Terebi Yose (大正テレビ寄席) sur TV Asahi.
Maki est élu chef de la Guilde Vaudeville de Tokyo en 1999.

## Décès
Maki est retrouvé mort, à 78 ans, dans la rivière Tama, séparant Ōta, Tokyo et Kawasaki, Kanagawa, dans les premières heures du 29 avril 2013, après avoir apparemment sauté du pont Maruko,.